# 샤마흐현

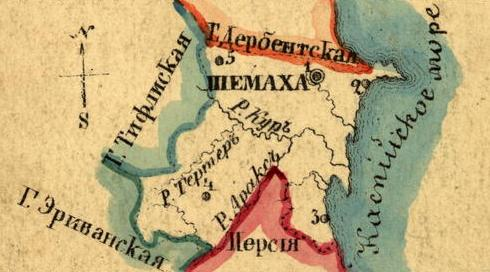
샤마흐현의 지도

샤마흐현(러시아어: Шемахинская губерния)은 1846년부터 1859년까지 존재했던 러시아 제국의 현으로 현도는 샤마흐이다. 1859년 샤마흐현의 현도였던 샤마흐가 지진으로 인해 파괴되면서 현도를 바쿠로 이전했고 현 이름 또한 바쿠현으로 바뀌게 된다.